# Juryj Schajunou
Juryj Wiktarawitsch Schajunou (belarussisch Юрый Віктаравіч Шаюноў, international nach World-Athletics-Schreibweise englisch Yury Shayunou; * 22. Oktober 1987 in Minsk, Weißrussische SSR) ist ein belarussischer Hammerwerfer.

## Karriere
Juryj Schajunou gelangen bisher zwei nationale und vier internationale Erfolge.
So feierte Schajunou seinen ersten Medaillengewinn auf europäischer Bühne 2005 bei den Junioreneuropameisterschaften in Kaunas, Litauen, wo ihm 74,78 m hinter dem Ungarn Kristóf Németh (78,85 m) und Jewgeni Aidamirow aus Russland (76,73 m) zu Bronze verhalfen. 2007 konnte sich Schajunou bei den U23-Europameisterschaften im ungarischen Debrecen mit geworfenen 74,92 m die Goldmedaille vor Kristóf Németh (72,56 m) und Marcel Lomnický aus der Slowakei (72,17 m) sichern. Zwei Jahre später warf Schajunou den Hammer zunächst bei der Sommer-Universiade in Belgrad, Serbien, mit 76,92 m weiter als die Konkurrenz, ehe er sich bei den U23-Europameisterschaften in Kaunas mit 78,16 m erneut auf dem Goldrang platzieren und sowohl den Russen Anatoli Posdnjakow (72,42 m) als auch den Deutschen Alexander Ziegler (72,32 m) klar hinter sich lassen konnte.
2009 und 2013 war Schajunou mit erzielten 78,76 m beziehungsweise 76,36 m bei belarussischen Meisterschaften siegreich.